# Palais royal de Pedralbes
Le palais royal de Pedralbes (en catalan : Palau Reial de Pedralbes) est un bâtiment entouré d’un jardin, construit à partir de 1919 à Barcelone, en Catalogne, Espagne.

## Historique
Offert par le comte Güell au roi Alphonse XIII, le palais est construit de 1919 à 1926 sur une propriété des Güell et participe du prolongement de l’avenue Diagonal vers l'ouest. Le bâtiment initial est repris par Joan Martorell i Montells, le jardin est dessiné par Nicolau Maria i Rubió, aménagé de fontaines par Carles Buïgas i Sans et ponctué d'une pergola et d’une « fontaine d’Hercule » dessinées par Antoni Gaudí.
Officiellement remis au roi en 1926, elle doit servir de demeure à la famille royale en visite à Barcelone.
Sous la Seconde République, en 1932, le président de la Generalitat de Catalogne Francesc Macià y inaugure un Musée des arts décoratifs.
Il accueille alors la Residència Internacional de Senyoretes Estudiants, université féministe.
Après la guerre civile, le général Franco fait de Pedralbes une résidence officielle en Catalogne.
En 1960, le service espagnol de défense du patrimoine artistique national confie au palais de Pedralbes plusieurs œuvres d’art et s'accorde avec la municipalité de Barcelone pour en faire un lieu public d’expositions artistiques.
Après la période franquiste, la Ville installe le Musée de la céramique à Pedralbes en 1990 et réaménage le Musée des arts décoratifs jusqu’en 1995.
En 2010, le palais accueille le secrétariat de l’Union pour la Méditerranée.